# Peter Glas
Peter C.G. Glas (Hoorn, 1956) is een Nederlands bestuurder; was van 2019 tot en met 2023 Deltacommissaris.
Glas studeerde in Leiden wiskunde en natuurwetenschappen en Nederlands recht. Vervolgens werkte hij achtereenvolgens bij het Waterloopkundig Laboratorium in Delft en het voormalige ministerie van VROM. Per 1 maart 2003 werd hij tot watergraaf van het waterschap De Dommel benoemd. In 2004 werd hij in zijn kwaliteit van waterschapsbestuurder tevens bestuurslid van de Unie van Waterschappen, waarvan hij van 2010 tot 2015 voorzitter was.
Per 1 januari 2019 werd hij benoemd tot Deltacommissaris (regeringscommissaris voor o.m. bescherming tegen overstromingen en klimaatadaptatie) van Nederland.
Sinds 2022 is hij voorzitter de Governing Board van IHE-Delft internationale wateropleiding in Delft.
Sinds 2024 is hij voorzitter van de Raad van Toezicht van het Watersnood Museum in Ouwerkerk (Schouweduivenland).